# Ostatnia relikwia
Ostatnia relikwia (est. Viimne reliikvia) – radziecki film historyczno-kostiumowy z 1969 roku w reżyserii Grigorija Kromanova, zrealizowany w języku estońskim. Film powstał na podstawie powieści Eduarda Bornhöhe Książę Gabriel lub ostatnie dni klasztoru Pirita (1893). Nazywany jest przez wielu filmoznawców „estońskim filmem kultowym”.

## Opis
Akcja filmu rozgrywa się podczas powstania chłopskiego w czasie wojen inflanckich i dominacji Kościoła katolickiego. Rycerz Hans von Risbieter otrzymuje od umierającego ojca szkatułkę z ostatnimi relikwiami świętej Brygidy. Relikwie te chcą przejąć siostry zakonne z klasztoru Pirita, którym rządzą przeorysza i jezuicki brat Johannes, aby zyskać sławę i pomnożyć dochody dzięki odwiedzającym ich pielgrzymom. Rycerz zgadza się pod warunkiem, że zakonnice oddadzą mu za żonę niezwykle piękną Agnes von Mönnikhusen, która przygotowuje się do ślubów wieczystych. Dziewczyna kocha jednak dzielnego Gabriela, który marzy o wolności Estonii. Ucieka z nim i przyłącza się do estońskich rebeliantów. Za nią podąża Hans i rycerz Ivo Schenkenberg.

## Realizacja

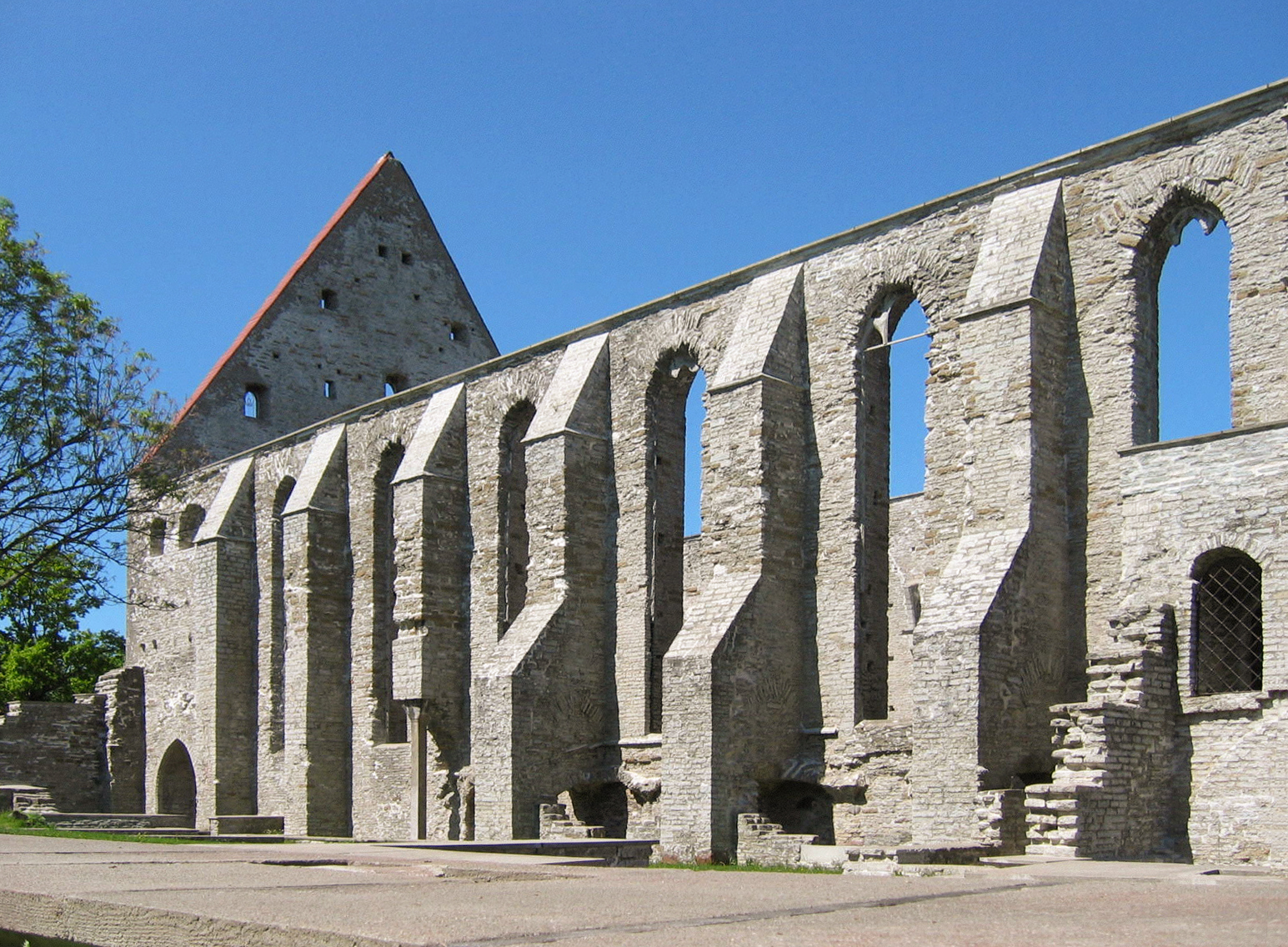
Ruiny klasztoru św. Brygidy, Tallinn

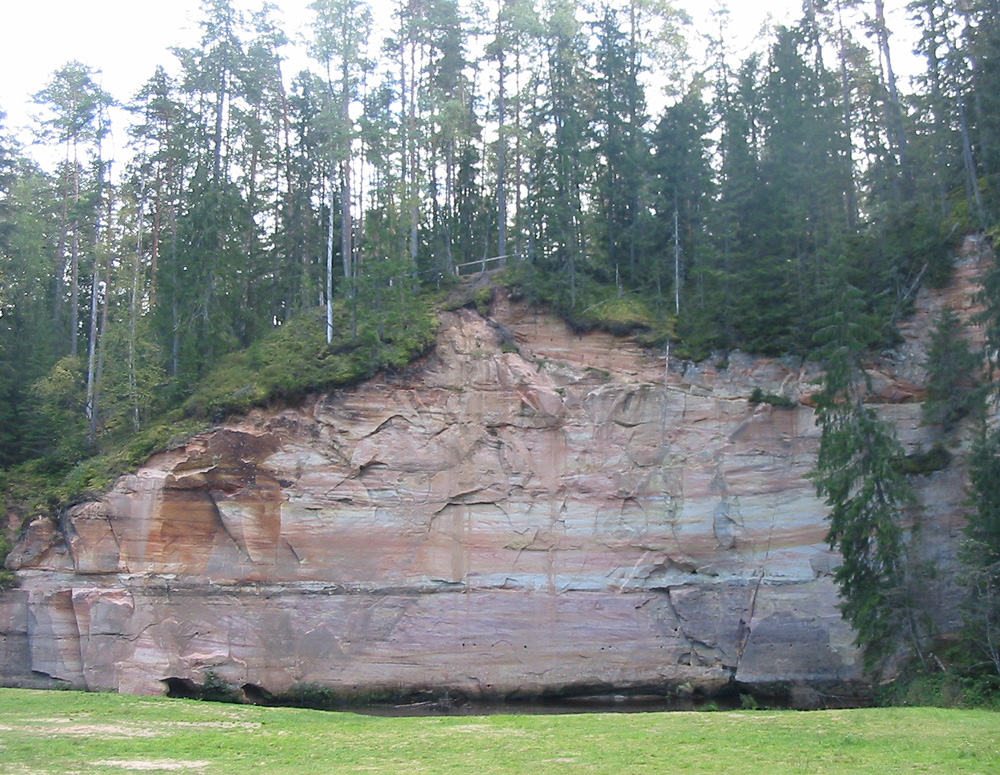
Skały w Taevaskoja wykorzystane w plenerach filmu

Film powstał w Estońskiej Socjalistycznej Republice Radzieckiej. Film został wyprodukowany w wytwórni Tallinnfilm, w czasie kiedy przedsiębiorstwa filmowe zostały znacjonalizowane i zinstrumentalizowane jako narzędzie propagandowe komunistycznego reżimu. Antyniemiecki i antyklerykalny ton Ostatniej relikwii pozostawał w zgodzie z polityczną koncepcją radzieckiego przemysłu filmowego. 
Reżyserem filmu był estoński reżyser filmowy i teatralny Grigori Kromanov. Scenariusz napisał pisarz Arvo Valton. Film został nakręcony w ciągu kilku miesięcy od wiosny do jesieni 1969 roku. Role aktorów rosyjskich i łotewskich zostały zdubbingowane przez aktorów estońskich.
Znaczna część akcji rozgrywa się w klasztorze Pirita, poświęconego św. Brygidzie, leżącym nad rzeką Pirita (współcześnie w dzielnicy Tallinna Pirita). Oryginalne średniowieczne budynki klasztoru są obecnie ruinami i stanowią zabytek kultury. Po zakończeniu okupacji sowieckiej przywrócono strukturę organizacyjną wraz z zakonnicami.
Zdjęcia kręcone były na Starym Mieście w Tallinnie, w kościele św. Mikołaja, w biskupstwie Kuressaare i nad rzeką Ahja w rezerwacie Taevaskoja. Na plaży estońskiej wioski Virtsu zbudowano makietę klasztoru Pirita. Kilka scen plenerowych zostało nakręconych na Łotwie, w pobliżu rzeki Gauja.

## Sukces filmu
Budżet sowieckich filmów fabularnych, w tamtym czasie, wynosił 330 000 rubli. Zespołowi realizującemu film Ostatnia relikwia udało się uzyskać ponad dwukrotnie większy budżet – 750 000 rubli. Inwestycja ta opłaciła się, ponieważ już w pierwszym roku sprzedano 772 000 biletów tylko w Estonii, co było dużym sukcesem, gdyż liczba populacji Estonii wynosiła około 1 300 000. W całym ZSRR, w 1971 roku sprzedało się 45 mln biletów. Film został rozpowszechniony przez radzieckiego dystrybutora filmów w ponad 80 krajach.

## Obsada
- Aleksandr Gołoborodko jako Gabriel (estoński dubbing: Mati Klooren)
- Ingrīda Andriņa jako Agnes von Mönnikhusen (estoński dubbing: Mare Garšnek)
- Elza Radziņa jako przeorysza (estoński dubbing: Aino Talvi)
- Rołan Bykow jako brat Johannes (estoński dubbing: Jüri Järvet)
- Eve Kivi jako zakonnica Ursula
- Uldis Vazdiks jako Simm (estoński dubbing: Aksel Orav)
- Raivo Trass jako Hans von Risbieter
- Peeter Jakobi jako Ivo Schenkenberg
- Karl Kalkun jako przywódca rebelii